# Martin Barnier
Martin Barnier,  né en 1965 à Nice, est un historien du cinéma. Il travaille sur l’histoire globale du cinéma, sur l’histoire des techniques (le son, la 3-D) et sur des types de films particuliers (les versions multiples, les biopics). Il est actuellement enseignant-chercheur en études cinématographiques et audiovisuelles à l'Université Lumière Lyon 2.

## Parcours et axes de recherches
Martin Barnier a été professeur certifié d’histoire-géographie dans différents collèges et lycées, en France et en Amérique latine. 
Après une thèse, Les voix de la liberté : la généralisation du cinéma parlant, soutenue en 1996, Université de Paris III - La Sorbonne Nouvelle, il a obtenu un poste de Maître de conférences en études cinématographiques à l’université Lyon 2. 
Après une Habilitation à diriger des Recherches, il est actuellement professeur des universités en études cinématographiques, spécialisé en histoire du cinéma, dans le département des Arts de la Scène de l’Image et de l’Écran de l’université Lumière Lyon 2. 
Il est membre du Laboratoire Passages XX-XXI. 
Depuis 2006, il dirige des étudiants en thèse dans le cadre de l‘école doctorale 3LA. 
Il intervient parfois dans d’autres université ou écoles comme professeur invité. Il a fait par exemple fait des cours à l’Université de Brasilia, à l’Université de Montréal, à la FEMIS, à la CinéFabrique et au Doha Film Institute.
En matière institutionnelle, il a été membre du CNU 18e section, et il est depuis plusieurs années membre du bureau de l’AFECCAV  (Association Française des Enseignants et des Chercheurs en Cinéma et Audiovisuel), association dont il est le président depuis novembre 2017.
Depuis 2010, il est rédacteur en chef adjoint de la revue scientifique Mise Au Point. Cette revue de l'Association Française des Enseignants et Chercheurs en Cinéma et Audiovisuel est accessible en ligne. Il est également un des créateurs et un des directeurs de la revue scientifique Écrans (publiée par les éditions Classiques Garnier). Martin Barnier codirige une collection d’ouvrages aux éditions Presses Universitaires de Lyon.
Ses axes de recherches croisent l’histoire technique, l’histoire des spectateurs et les analyses de films. Formé à l’histoire, Martin Barnier replace dans leur contexte les évolutions de l’industrie du cinéma, tout en analysant des aspects spécifiques des films, notamment le son. 
Après sa thèse sur la généralisation du parlant, il a orienté ses recherches sur un type de films oublié, les versions multiples (quand un film était tourné en plusieurs langues simultanément). Il a ensuite travaillé sur les accompagnements sonores des films avant 1914, musique, phonoscène ou bonimenteur/conférenciers. 
Pour lui, ce qui importe avant 1914, plus que le film, c’est la séance. Car le film ne peut pas réellement être considéré comme identique quand il est vu au Gaumont Palace accompagné par 50 musiciens et 60 choristes, ou quand la même copie passe quelques jours plus tard dans une petite salle du même quartier, sans musicien mais avec juste un phono, ou parfois rien du tout. La séance, selon l’accompagnement sonore, peut donc changer totalement la perception qu’un spectateur peut se faire d’un film. Martin Barnier travaille ensuite sur les films biographiques (Biography Pictures = Biopic) puis sur l’évolution de la technique de stéréoscopie au cinéma (cinéma 3-D).

## Publications

### Monographies
- En route vers le parlant. Histoire d'une évolution technologique, économique et esthétique du cinéma (1926-1934), Liège, Éditions du CÉFAL, 2002[11],[12],[13],[14].
- Des films français made in Hollywood. Les versions multiples, 1929-1935, Paris, Éditions L’Harmattan, collection champ visuel, 2004.
- Bruits, cris, musiques de films. Les projections avant 1914, Rennes, Presses Universitaires de Rennes, 2010[15].
- Les Lumières de la ville – Charlie Chaplin, Futuroscope, Réseau Canopé, 2017.

### Ouvrages en collaboration
- Analyse d’une œuvre : Conte d’été d’Éric Rohmer 1996, en duo avec Pierre Beylot, Paris, Vrin, collection Philosophie et cinéma, 2011[16]
- Le Cinéma 3-D. Histoire, économie, technique, esthétique, en duo avec Kira Kitsopanidou, Paris, Armand Colin, 2015[17]
- Une brève histoire du cinéma (1895-2015), en duo avec Laurent Jullier, Paris, Fayard – Pluriel, 2017[18],[19]

### Direction de livres et de numéros de revue
- France / Hollywood. Échanges cinématographiques et identités nationales, codirection : Martin Barnier / Raphaëlle Moine, Paris, L'Harmattan, collection champ visuel, 2002[20],[21]
- Les Biopics du pouvoir politique de l’Antiquité au XIXe siècle. Hommes et femmes de pouvoir à l’écran, codirection Martin Barnier / Rémi Fontanel, Lyon, Aléas, 2010
- Le Cinéma européen et les langues, dossier de la revue Mise au Point, n°5, Co-direction Martin Barnier, Isabelle Le Corff, avril 2013.
- Les Spectateurs et les écrans, dossier de la revue Écrans, (codirection Martin Barnier, Jean-Pierre Esquenazi), publiée par l’Harmattan, Paris, n°2, mai 2014.
- Nouvelles pistes sur le son. Histoire, technologies et pratiques sonores, dossier de la revue CiNéMAS, vol.24, n°1, revue qualifiante avec double lecture aveugle, de l’Université de Montréal. Codirection Martin Barnier, Jean-Pierre Sirois-Trahan, février 2014.
- Biopics de Tueurs/Killers in Biopics, codirection Martin Barnier, Trudy Bolter, Rémi Fontanel et Isabelle Le Corff, Lyon, Alter Editions (E Book), décembre 2014.
- Penser les émotions. Cinémas, séries, nouvelles images, codirection Martin Barnier, Isabelle Le Corff, Nedjma Moussaoui, Paris, L’Harmattan (coll. Champs Visuels), 2016.
- L’évolution numérique des métiers du cinéma et de l’audiovisuel. Transformations, renouvellements et nouvelles qualifications, dossier de la revue Mise au Point, n°12, codirection Martin Barnier avec Bérénice Bonhomme et Kira Kitsopanidou, mise en ligne décembre 2019.
- Les Objets sonnants au cinéma, Écrans, n°11 (2019-1, n°11). Codirection Martin Barnier, Benjamin Labé, Marylin Marignan. Parution éditions Classiques Garnier, mars 2020.

### Sélection d'articles en ligne
- Martin Barnier, Lettre de Colombie, 1991.
- Martin Barnier, Le Cinéphone et l’Idéal sonore. Deux appareils sonores Gaumont des années 1920-1930, 1998.
- Martin Barnier, les effets discrets de Zelig, 1999.
- Martin Barnier, L’accueil lyonnais d’Un Revenant, 1999.
- Martin Barnier. Construire le son d’un succès populaire: l’exemple de Nikita, in Jean-Pierre Esquenazi (dir.),  Cinéma contemporain, état des lieux, L’Harmattan, p. 269-278., 2004.
- Martin Barnier, Une histoire technologique : l'exemple du son avant le « parlant », in Revue d’histoire moderne & contemporaine, 2004/4 (n° 51-4), p. 10-20.
- Martin Barnier, Naissance de la comédie musicale, 2008.
- Martin Barnier, Problèmes de périodisation en histoire du cinéma, Perspective, 4 | 2008, p. 776-782 [Mis en ligne le 25 avril 2018, consulté le 28 janvier 2022. URL : http://journals.openedition.org/perspective/2722 ; DOI : https://doi.org/10.4000/perspective.2722].
- Martin Barnier, La Voix qui présente, in Cinémas, 2009.
- Martin Barnier, Les premiers ingénieurs du son français 1895,  Revue d’histoire du cinéma, n°65, hiver 2011.
- Martin Barnier J’entends plus le son, in Giulio Bursi, Simone Venturini (dir.) What burns , never returns…, 2011, p.161-175.
- Martin Barnier, Voix over et peur au cinéma, Cahiers de Narratologie [En ligne], n°22 | 2012.
- Martin Barnier, Versions multiples et langues en Europe, Mise au Point, 2013.
- François Albéra, Claire Angelini et Martin Barnier, M/Le Maudit, ses doubles et son doublage, Décadrages, 2013.
- Martin Barnier, Pour une historiographie de l’écoute au cinéma avant 1914, Revue Textimage, Hiver 2013.
- Martin Barnier, Réception critique et historique des technologies du son au cinéma, Cinémas, 2014.
- Martin Barnier, Une frise chronologique du son au cinéma, août 2014.

### Liste plus complète des articles et ouvrages
Disponible sur Archive ouverte HAL

### Conférences filmées, disponibles en ligne
- Analyse du film Rebecca d’Hitchcock, à l’Institut Lumière, Lyon,  le 24 janvier 2011.
- Le son au cinéma, à la Jetée à Clermont-Ferrand, dans le cadre du PREAC Le son au cinéma, avril 2015.
- Impact de l’introduction du parlant sur le montage son, dans le cadre du GRAFICS de L’Université de Montréal, le 2 décembre 2015.
- Le cinéma français au fil de ses accents, Ciclic, 2018.
- Univers Virtuels et cinéma, à la Cinémathèque Française à Paris, le 7 décembre 2018.
- Regards sur... cinéma et crise sanitaire : diffusion, production et représentation des épidémies, Université Lumière Lyon 2, juin 2020.
- Peut-on jouer du Pagnol sans l'accent ?, Programme Affaires en cours, France Culture, le 23 mars 2022.